# Reichsknappschaftshaus

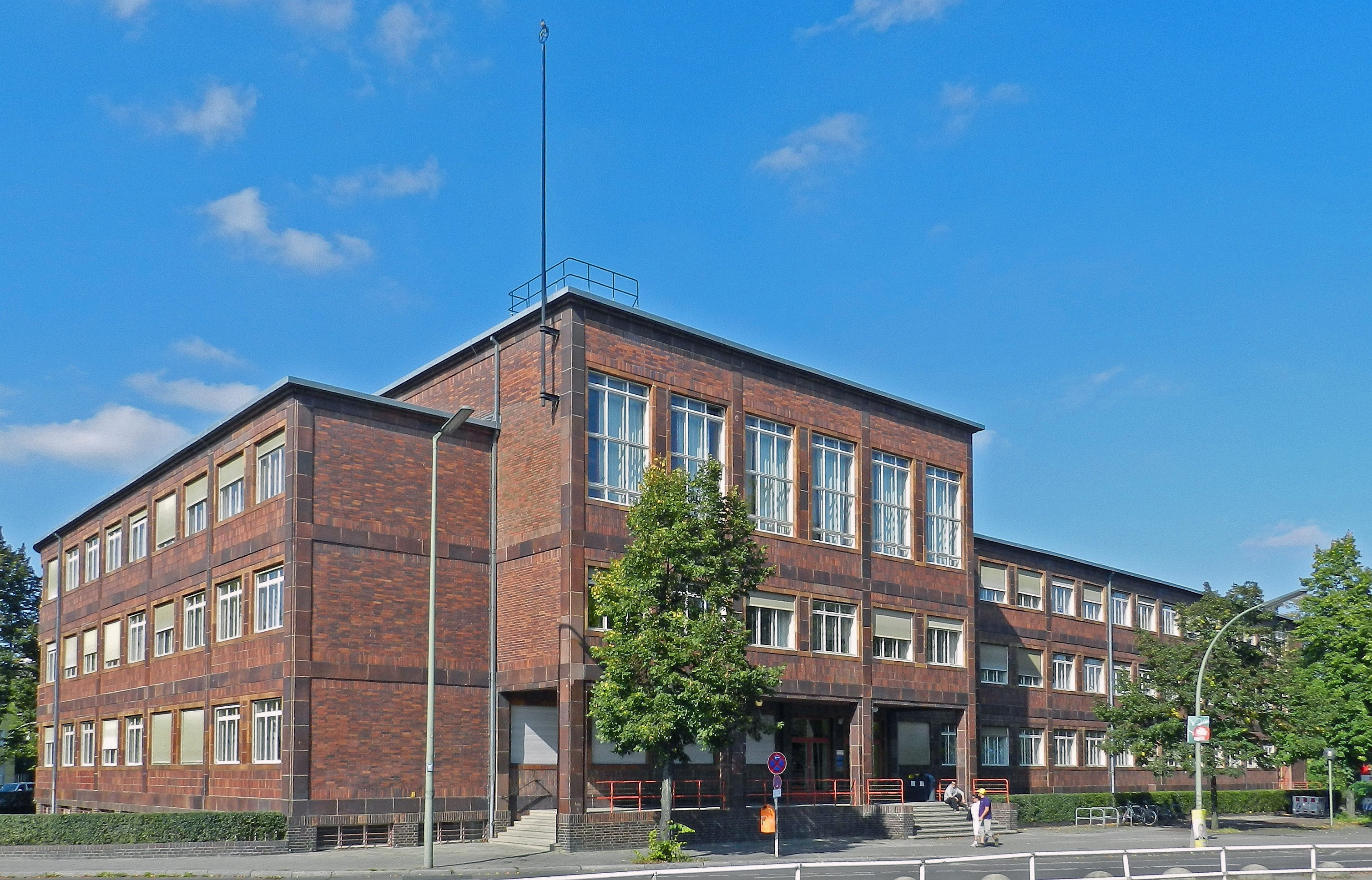
Reichsknappschafthaus in Berlin-Wilmersdorf

Das Reichsknappschafthaus wurde 1930 am Südwestkorso, nahe dem Breitenbachplatz, im Berliner Ortsteil Wilmersdorf im Auftrag der Reichsknappschaft (später: Bundesknappschaft, jetzt: Deutsche Rentenversicherung Knappschaft-Bahn-See) gebaut.
Die Architekten Max Taut und Franz Hoffmann entschieden sich für eine Stahlskelettbauweise und eine mit Siegersdorfer Keramikplatten verkleidete Fassade. Das Skelett wurde mit Eisenklinkern ausgefacht und aus stereometrischen Baukörperteilen im Drei-Meter-Raster errichtet. Diese Bauweise war zu damaliger Zeit neu. Das Mittelteil des Gebäudes mit offener Vorhalle, Haupttreppe und großem Sitzungssaal treten als besondere Einheit aus dem übrigen Baukörper hervor. Die Rückfront bildet ein halbrundes verglastes Treppenhaus mit freischwingender Treppe.
Im Zweiten Weltkrieg erlitt das Gebäude Schäden, die 1950 beseitigt wurden. Der große Sitzungssaal konnte dabei jedoch nicht mehr mit seinen ursprünglichen Verkleidungen aus Eichenholz in Bronzerahmen ausgestattet werden. Bis 1970 befand sich die Filiale für wissenschaftliche, soziale und künstlerische Berufe des Arbeitsamtes (WiSoKü) in dem Baukomplex. Danach nahm kurzzeitig das Musikarchiv der Deutschen Bibliothek hier Quartier. Heute sind in dem denkmalgeschützten Haus das Lateinamerika-Institut (LAI) und Teile der Verwaltung der Freien Universität Berlin untergebracht.